# Daiki Matsumoto
Daiki Matsumoto (松本 大輝 Matsumoto Daiki?), född 29 maj 1991 i Kumamoto prefektur, är en japansk fotbollsspelare.
Matsumoto började sin karriär 2014 i Ventforet Kofu. Han spelade 14 ligamatcher för klubben. 2016 flyttade han till V-Varen Nagasaki.